# ماريو مانويل دي أوليفيرا
ماريو مانويل دي أوليفيرا هو لاعب كرة قدم أنغولي، ولد في 29 نوفمبر 1994 في أنغولا. شارك مع منتخب أنغولا لكرة القدم. أما مع النوادي، فقد لعب مع نادي ريكرياتيفو ديسبورتيفو دو ليبولو.

## وصلات خارجية
- ماريو مانويل دي أوليفيرا على موقع قاعدة بيانات كرة القدم.إي يو (الإنجليزية)
- ماريو مانويل دي أوليفيرا على موقع ناشيونال فوتبول تيمز (الإنجليزية)